# 練馬区指定・登録文化財一覧
練馬区指定・登録文化財一覧（ねりまくしてい・とうろくぶんかざいいちらん）は、東京都練馬区の指定・登録の文化財を一覧形式でまとめたものである。
（2012年10月現在）

## 根拠条例
- 練馬区文化財保護条例（昭和61年3月28日条例第26号）

## 指定文化財
練馬区文化財保護条例第8条に基づき、指定したもの。#登録文化財の一部が、登録を維持したまま、指定を受ける。

### 指定有形文化財
- 小島家文書（石神井公園ふるさと文化館：石神井町） 1989年指定
- 南蔵院鐘楼門（中村）1989年指定
- 服部半蔵奉納の仁王像（御嶽神社境内：高松）1991年指定
- 長命寺の梵鐘・仁王門（高野台）
- 春日町出土の壺形土器 - 尾崎遺跡近辺から出土（石神井公園ふるさと文化館：石神井町） 1991年指定
- 尾崎遺跡出土品（春日小学校）1992年指定
- 下練馬の大山道道標 - 1753年（宝暦3年）下練馬村講中により建立（北町）。1993年指定
- 氷川神社の水盤・豊島氏奉納の石燈籠（氷川台） 1994年指定
- 石幢七面六観音勢至道標 - 南蔵院（中村）1996年指定
- 三宝寺の梵鐘（石神井台）
- 妙福寺の梵鐘（南大泉）1997年指定
- 千川家文書（石神井公園ふるさと文化館：石神井町） 1998年指定
- 丸山東遺跡出土の木製品（石神井公園ふるさと文化館：石神井町） 1998年指定
- 閻魔・十王像と檀拏幢（教学院境内：大泉町）1998年指定
- 相原家薬医門（田柄）1999年指定
- 伊賀衆奉納の水盤・鳥居（氷川神社）2002年指定
- 旧内田家住宅（石神井町、練馬区立池淵史跡公園）2007年指定
- 中宮遺跡5号住居址の盛土状遺構出土品（石神井公園ふるさと文化館：石神井町）2008年指定
- 丸山東遺跡出土の石棒（石神井公園ふるさと文化館：石神井町）2011年指定

非公開
- 北条氏康印判状（道場寺：石神井台）1990年指定
- 町田家文書（東大泉）1990年指定
- 妙福寺文書（南大泉）1992年指定
- 井口家文書（関町北、関町南）1996年指定
- 小美濃英男家文書（大泉学園町）1999年指定
- 金乗院御朱印状（金乗院：錦）2001年指定
- 愛染院文書（春日町）2009年指定

### 指定無形文化財
該当なし

### 指定無形民俗文化財
- 鶴の舞 - 氷川神社宮宿鶴の舞保存会（氷川台）。1994年指定。

### 指定有形民俗文化財
- 中里の富士塚 - 八坂神社（大泉町）。1990年指定
- 大八車（石神井公園ふるさと文化館：石神井町）1990年指定
- 下練馬の富士塚 - 浅間神社（北町）。1993年指定
- 氷川神社富士塚 - 氷川神社（氷川台）。1994年指定。
- 北町聖観音座像 - 北町聖観音堂（北町）。1995年指定
- 長享二年の申待板碑 - 春日町で出土（石神井公園ふるさと文化館：石神井町）1996年指定
- 本寿院のみくじ道具（早宮）1999年指定。非公開。
- 関のかんかん地蔵（関町東）2000年指定
- 神輿渡御行列図絵馬 - 氷川神社（氷川台）。2005年2月15日指定。非公開。

### 指定史跡
該当なし

### 指定名勝
該当なし

### 指定天然記念物
- 練馬東小学校のフジ - 練馬東小学校　春日町。1996年指定
- 井頭のヤナギ - 大泉井頭公園 東大泉。2003年指定
- 内田家の屋敷林　早宮2007年指定。路上見学可。

## 登録文化財
練馬区文化財保護条例第6条に基づき、登録したもの。

### 登録有形文化財
- 双蝶々曲輪日記図絵馬 - 長命寺（高野台）。1987年登録。非公開。
- 牛若丸・弁慶図絵馬 - 長命寺（高野台）。1987年登録。非公開。
- 氷川神社の水盤 - 氷川神社（豊玉南）。1987年登録。
- 豊島氏奉納の石燈籠 - 氷川神社（豊玉南）。1988年登録。
- 氷川神社の旧拝殿 - 氷川神社（豊玉南）。1988年登録。
- 氷川神社の狛犬 - 氷川神社（豊玉南）。1988年登録。
- 氷川神社の神輿 - 氷川神社（豊玉南）。1997年登録。非公開
- 榎本家長屋門（南田中）1988年登録。路上見学可
- 加藤家文書（土支田4丁目）1989年登録。非公開
- 尾張殿鷹場碑 - 大泉第一小学校（大泉町）。1989年登録
- 横山家文書 - 個人所蔵（高野台）。1990年登録。非公開。
- 新井家文書 - 個人所蔵（桜台）。1990年登録。非公開。
- 縄文時代の竹籠 - 弁天池低湿地遺跡第二次発掘調査（1987年）にて出土。石神井公園ふるさと文化館（石神井町）。1990年登録。
- 金銅製飾具 - 貫井二丁目遺跡の出土遺物。石神井公園ふるさと文化館（石神井町）。1990年登録。
- 尾張殿鷹場碑 - 石神井公園ふるさと文化館（石神井町）。1990年登録。
- 宮田橋敷石供養塔（高松）1991年登録
- 紙本着色以天宗清像 - 廣徳寺（桜台）。1991年登録。非公開。
- 絹本着色明叟宗普像 - 廣徳寺（桜台）。1991年登録。非公開。
- 紙本墨画淡彩希叟宗罕像 - 廣徳寺（桜台）。1991年登録。非公開。
- 明叟宗普の墨跡 - 廣徳寺（桜台）。1997年登録。非公開。
- 絹本着色釈迦十六善神像 - 廣徳寺（桜台）。1999年登録。非公開。
- 土支田八幡宮の半鐘 - 土支田八幡宮（土支田）。1991年登録。
- 阿弥陀寺の半鐘 - 阿弥陀寺（練馬）。1991年登録。非公開。
- 阿弥陀寺の伏せ鉦 - 阿弥陀寺（練馬）。1996年登録。非公開。
- 荘家文書 - 石神井公園ふるさと文化館（石神井町）。1992年登録。
- 増島家薬医門 - 個人所有（谷原）。1993年登録。路上見学可
- 比丘尼橋遺跡出土の旧石器 - 石神井公園ふるさと文化館（石神井町）。1993年登録。
- 相原正太郎家住宅 - 個人所有（春日町）。1994年登録。非公開
- 石製絵馬 - 南田中天祖稲荷神社（南田中）。1994年登録。非公開
- 武蔵関遺跡出土の大型槍先形石器 - 1986年、武蔵関遺跡発掘調査時に出土。石神井公園ふるさと文化館（石神井町）。1994年登録。
- 三宝寺山門 - 三宝寺（石神井台）。1995年登録
- 高稲荷遺跡出土の旧石器 - 石神井公園ふるさと文化館（石神井町）。1995年登録。
- 西大泉の稲荷神社本殿 - 稲荷神社（西大泉）。1996年登録。
- 本寿院の賽銭箱 - 本寿院（早宮）。1997年登録。非公開。
- 八幡神社の本殿 - 八幡神社（中村南）。1998年登録。非公開。
- 八幡神社の水盤 - 八幡神社（中村南）。2007年登録。非公開。
- 北町の仁王像 - 北町観音堂（北町）。1998年登録。
- 長谷川家文書 - 個人所蔵（春日町）。1998年登録。非公開。
- 橘紋椿几帳柄鏡 - 禅定院（石神井町）。1999年登録。非公開。
- 八ヶ谷戸遺跡出土の大形把手付縄文土器 - 石神井公園ふるさと文化館（石神井町）。1999年登録。
- 中野屋商店文書 - 明治から昭和にかけて土支田にあり、肥料や雑貨などを販売していた中野屋商店の営業関係文書類。石神井公園ふるさと文化館（石神井町）。2000年登録。
- 石神井城跡出土小刀 - 石神井公園ふるさと文化館（石神井町）。2001年登録。
- 子ノ聖観世音碑 - 円光院（貫井）。2001年登録。
- 広川松五郎関係資料 - 個人所蔵（練馬）。2001年登録。非公開。
- 相原好吉家文書 - 個人所蔵（田柄）。2002年登録。非公開。
- 小林家住宅 - 個人所有（桜台）。2003年登録。非公開。
- 石神井西尋常小学校（現：石神井西小学校）のリードオルガン - 石神井公園ふるさと文化館（石神井町）。2003年登録。
- 木下家文書 - 石神井公園ふるさと文化館（石神井町）。2003年登録。
- 栗原家文書 - 石神井公園ふるさと文化館（石神井町）。2004年登録。
- 小竹遺跡出土の大珠 - 石神井公園ふるさと文化館（石神井町）。2004年登録。
- 丸山東遺跡方形周溝墓出土品 - 石神井公園ふるさと文化館（石神井町）。2004年登録。
- 千川上水の記録フィルム - 練馬区教育委員会制作。石神井公園ふるさと文化館（石神井町）。2004年登録。
- 織部燈籠 - 個人所蔵（高松）。2005年登録。
- 愛染院の梵鐘 - 愛染院（春日町）。2005年登録。
- 関口家文書 - 個人所蔵（土支田）。2005年登録。非公開。
- 内国勧業博覧会褒状 - 石神井公園ふるさと文化館（石神井町）。2005年登録。
- 東早淵遺跡出土の局部磨製石斧 - 石神井公園ふるさと文化館（石神井町）。2005年登録。
- 千川上水調査アルバム - 武蔵学園記念室（豊玉上）。2005年登録。
- 中村南遺跡第2地点5号住居址出土土器 - 中村南スポーツ交流センター（中村南）。2006年登録。
- 田中家の種子屋資料 - 個人所蔵（北町）。2006年登録。非公開。
- 関東大震災犠牲同胞慰霊碑 - 円明院（錦）。2006年登録。
- 十一面観音懸仏 - 光伝寺（氷川台）。2007年登録。非公開。
- 光伝寺の地蔵菩薩立像および閻魔十王像 - 光伝寺（氷川台）。2007年登録。非公開。
- 下練馬の三十三所観音菩薩像 - 光伝寺（氷川台）。2007年登録。非公開。
- 大泉井頭遺跡出土の有孔鍔付土器 - 石神井公園ふるさと文化館（石神井町）。2007年登録。
- 篠家文書 - 個人所蔵（桜台）。2008年登録。非公開。
- 丸山東遺跡出土の石棒 - 石神井公園ふるさと文化館（石神井町）。2009年登録。
- 武内家資料 - 石神井公園ふるさと文化館（石神井町）。2010年登録。
- 天祖神社東遺跡出土の石核 - 富士見池遺跡群の発掘調査で出土した黒曜石の石核。石神井公園ふるさと文化館（石神井町）。2010年登録。

### 登録無形文化財
- 絵馬制作 - 個人所有、1993年登録。

以下は所有者死亡により登録解除。
- 鼈甲螺鈿蒔絵 - 1994年登録解除。
- 棒柄の製作技術 - 1995年登録解除。
- ほうきの製造技術 - 2名が所有していたが、所有者が1998年、2011年にそれぞれ死去した為登録解除。

### 登録無形民俗文化財
- 探湯の儀 - 御嶽神社（中村）。1988年登録。
- 関のボロ市 - 本立寺門前（関町北）。1989年登録。
- ちがや馬飾り
- 鶴の舞 - 1992年登録。#指定無形民俗文化財と同一。
- 大山講灯籠立て行事 - 向三谷大山講（下石神井）。2002年登録。
- 白山神社囃子 - 白山神社（練馬）。2004年登録。

### 登録有形民俗文化財
- 江古田の富士塚 - 浅間神社（小竹町）。1986年登録。
- 江古田の富士講関係資料 - 浅間神社（小竹町）。1999年登録。
- 弥陀三尊来迎画像板碑 - 三宝寺（石神井台）。1987年登録。非公開。
- 角柱型水盤 - 氷川神社（氷川台）。1988年登録。
- 氷川神社の力石 - 氷川神社（豊玉南）。1992年登録。
- 神輿渡御の御供道中歌 - 氷川神社（氷川台）。1992年登録。
- 神輿渡御行列図絵馬 - 2000年登録。#指定有形民俗文化財と同一。
- 大氷川の力石 - 氷川神社（氷川台）。2001年登録。
- 狐の大根取り入れ図絵馬 - 諏訪神社（西大泉）。1989年登録。非公開。
- 沢庵漬製造用具 - 石神井公園ふるさと文化館（石神井町）。1990年登録。
- 富士講巡拝装束 - 石神井公園ふるさと文化館（石神井町）。1997年登録。
- 棒屋資料 - 石神井公園ふるさと文化館（石神井町）。1998年登録。
- 井戸替え用具 - 石神井公園ふるさと文化館（石神井町）。1999年登録。
- 醤油醸造業用具 - 石神井公園ふるさと文化館（石神井町）。1999年登録。
- 文応元年の弥陀板碑 - 道場寺（石神井台）。1991年登録。
- 高松の庚申塔 - （高松）1991年登録。
- 高松の板碑型庚申塔 - （高松）2004年登録。
- 僧形馬頭観音 - 本寿院境内（早宮）。1993年登録。
- 金乗院の一石六地蔵 - 金乗院境内（錦）。1993年登録。
- 丸彫青面金剛庚申塔 - （下石神井）1994年登録。
- 力持ち惣兵衛の馬頭観音 - （大泉学園町）1995年登録。
- 石幢六面六地蔵/織部燈籠 - 禅定院（石神井町）。1996年登録。
- 斎藤水車用具 - 個人所蔵（南田中）。1999年登録。
- 丸彫聖観音立像廻国供養塔 - 稲荷神社（旭町）。1999年登録。
- 谷原延命地蔵 - （谷原）2000年登録。
- 二十三夜待供養塔 - 天祖神社（下石神井）2001年登録。
- 林稲荷神社の庚申塔 - 林稲荷神社（豊玉北）。2004年登録。
- 八幡神社の石造大山不動明王像 - 八幡神社（高松）。2006年登録。
- 御嶽講奉納の水盤 - 稲荷神社（富士見台）。2006年登録。
- 福徳元年の月待板碑 - 妙福寺（南大泉）。2008年登録。
- 谷原の庚申塔 - 個人所有（富士見台）。2009年登録。
- 三原台の馬頭観音 - 個人所有（三原台）。2011年登録。
- 上石神井立野の庚申塔 - 練馬区所有（上石神井）。2011年登録。
- 出羽三山・百八十八ヶ所観音供養塔 - 練馬区所有（上石神井）。2011年登録。

### 登録史跡
- 東高野山奥之院 - 1955年登録。東京都指定旧跡。
- 小野蘭山墓 - 迎接院（練馬）。1988年登録。小野蘭山墓及び墓誌として、東京都指定有形文化財（歴史資料）。
- 池永道雲墓 - 受用院（練馬）。1988年登録。東京都指定旧跡。
- 尾崎遺跡 - 1988年登録。東京都指定旧跡。
- 池淵遺跡 - 1988年登録。
- 栗原遺跡竪穴住居跡 - 1988年登録。
- 千川上水跡 - 1988年登録。
- 旧大泉村役場跡 - 1989年登録。
- 千川家之墓 - 阿弥陀堂墓地（北町）。1996年登録。
- 田柄用水記念碑 - 2002年登録。
- 河野鎮平筆子碑 - 寿福寺墓地（春日町）。2002年登録。
- 田柄用水跡 - けやき憩いの森（石神井台）
- 圓淨法師塚 - 2004年登録。
- 観蔵院の筆子碑 - 2006年登録。

### 登録名勝
- 牧野記念庭園 - 牧野富太郎宅跡（東大泉）。1996年登録。

### 登録天然記念物
- 練馬白山神社の大ケヤキ - 白山神社（練馬）。1988年登録。国指定天然記念物。
- カタクリ群落 - 清水山憩いの森（大泉町）。1989年登録。
- 八の釜の湧き水 - 八の釜憩いの森（東大泉）。1991年登録。
- 光伝寺のコウヤマキ - 1998年登録。
- 開進第一小学校のクスノキ - 2004年登録。
- 土支田八幡宮の社叢 - 2005年登録。
- 井口家の屋敷林 - 個人所有（立野町）。2009年登録。路上見学可。
- 金乗院の大イチョウ - 2011年登録。